# 杨杰 (1966年)
杨杰（1966年5月—），男，汉族，安徽淮南人，中国共产党党员。中华人民共和国政治人物、第十三届全国人民代表大会安徽省代表。

## 生平
2018年，杨杰被选为安徽省出席第十三届全国人民代表大会代表。